# فصول السنة

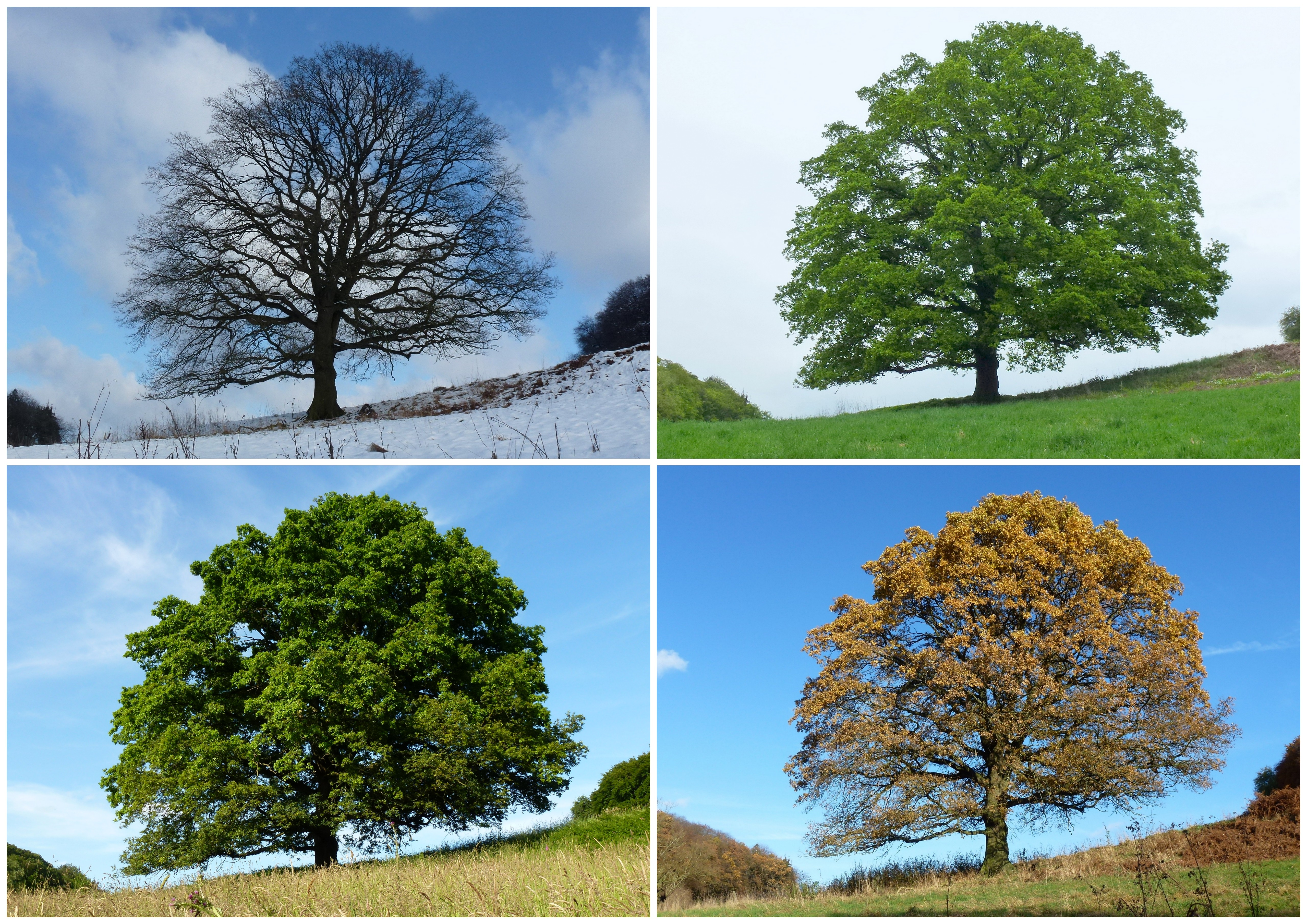
تأثير الفصول الأربعة على شجرة بلوطٍ في وادي فيلدرباخ بألمانيا.

فصول السنة هي تقسيم على مدار السنة يميزه تغير في الطقس، الإيكولوجيا وكمية ضوء الشمس ومدة النهار. وتنتج هذه الفصول عن دوران الأرض حول الشمس والميل المحوري النسبي للأرض إلى مسار الشمس.
في المناطق المدارية والمناطق القطبية يقترن تغير الفصول بتغير طول موجة ضوء الشمس الذي يصل سطح الأرض، ما قد يسبب سبات الحيوانات أو هجرتها، أو أن تنام النباتات.
خلال مايو، يونيو ويوليو، يتلقى نصف الكرة الشمالي أشعة شمس مباشرة أكثر، لأن نصف الكرة ذاك يواجه الشمس. وذلك صحيح في نصف الأرض الجنوبي خلال شهور نوفمبر، ديسمبر ويناير. وهذا يسببه الميل المحوري الذي يجعل الشمس أعلى في السماء خلال أشهر الصيف، ما يزيد التدفق الإشعاعي. ولكن وبسبب ظاهرة التأخر الموسمي تكون أكثر الشهور دفئا في يونيو، يوليو وأغسطس في النصف الشمالي، بينما يكون كذلك في النصف الجنوبي خلال شهور ديسمبر، يناير وفبراير.
في مناطق المناخين المعتدل وكذلك شبه القطبي، هناك أربعة فصول متعارف عليها عامة: فصل الربيع وفصل الصيف وفصل الخريف وفصل الشتاء. ويستعمل علماء البيئة غالباً نموذج بستة فصول للمناطق ذات المناخ المعتدل: قبل ربيعي، ربيعي، صيفي، قاحل، خريفي، وشتوي. للمناطق المدارية فصلان أو موسمان: موسم جاف وموسم رطب (فصل موسمي). يضاف لهذه الفصول في بعض المناطق فصل ثالث هو الفصل المعتدل. وللفصول رمزية كبيرة عند المجتمعات الفلاحية التي تعيش منتظرة موسمي الزرع والحصاد، وبتغير الفصول الذي فيه تقام طقوس دينية.
في بعض مناطق العالم، بعض «الفصول» أو «المواسم» الأخرى تكتسي طابعا زمنيا الأحداث البيئية التي تقع فيها، مثل موسم الأعاصير الأطلسية، موسم الأعاصير القمعية وموسم الحرائق. أهم المواسم التي استخدمت خلال التاريخ كانت أخيت (موسم الفيضانات)  وبيريت (موسم النمو)  وشمو (موسم قلة المياه)  التي تحدد الفيضان النوعي السنوي لنهر النيل في مصر.

## الأسباب والتأثير

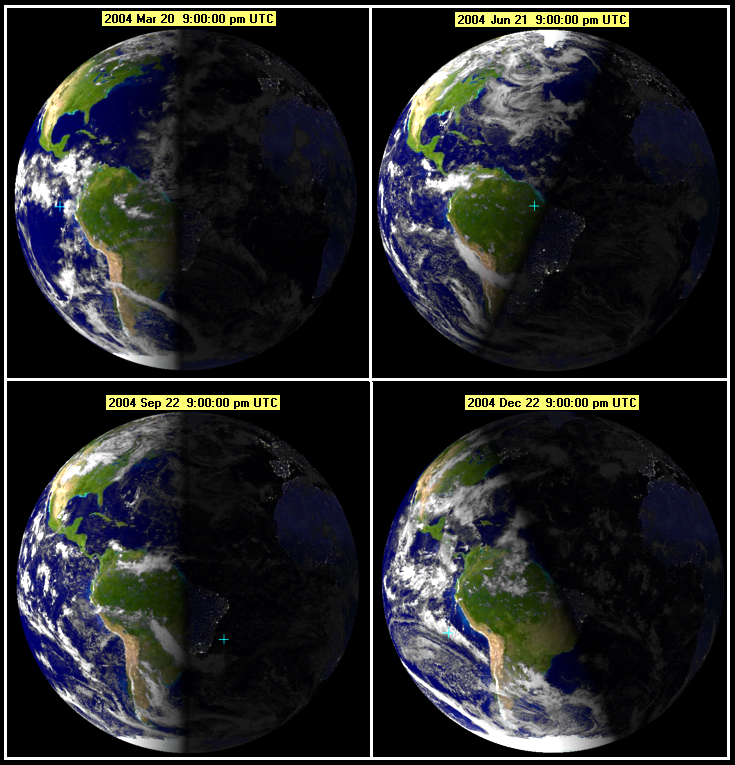
إضاءة الأرض حسب الفصول الفلكية

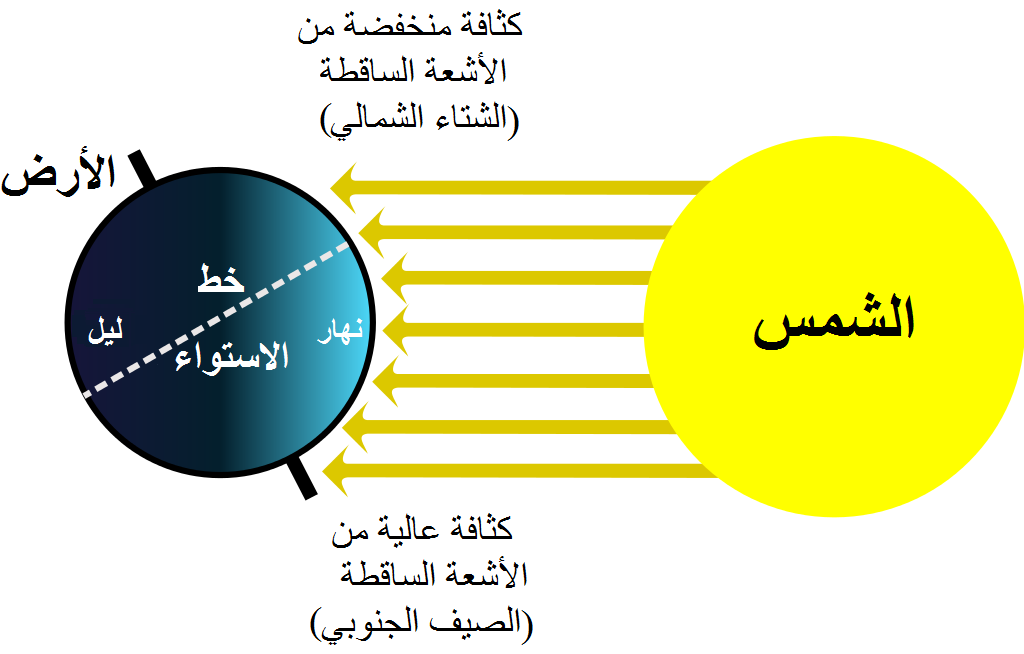
يبين الشكل كيف يتناسب ميلان الأرض في الانقلاب الشتوي لنصف الكرة الشمالي. بتجاهل الوقت من اليوم (بمعنى أوضح دوران الأرض حول نفسها)، يكون القطب الشمالي مظلماً بينما يكون القطب الجنوبي مضاءاً؛ انظر أيضاً الليل القطبي.

### الميلان المحوري
تنتج الفصول عن الحركة الدورانية للأرض حول محورها بزاوية حادة بالنسبة إلى المستوى المداري وقياسها 23.5 درجة (ويسمى هذا الميلان أيضاً الانحراف المداري).
بغض النظر عن الوقت من السنة، يشهد نصف الأرض الشمالي وكذلك نصفها الجنوبي دائما فصولا متعاكسة. وهذا لأنه غضون الصيف أو الشتاء تتعرض جهة واحدة للإشعاع الشمسي أكثر من الجهة الأخرى، وهذا يتبادل نظراً لدوران الأرض حول الشمس. ولنصف السنة تقريباً (من حوالي 20 مارس إلى حوالي 22 سبتمبر) يواجه النصف الشمالي الشمس، مع أقصى قدر يوم 21 يونيو. وللنصف الآخر من السنة الآخر يحدث نفس الشيء في النصف الجنوبي، مع أقصى قدر في 21 ديسمبر. ويسمى الميقاتين حيث الشمس عمودية مباشرة على خط الاستواء اعتدالين: ربيعي وخريفي. في نفس الوقت، يكون القطب الشمالي والجنوبي على خط الغلس، ويكون اليوم والليلة متساويين خلال هٰـذين اليومين. أثناء الاعتدال الربيعي، يشهد نصف الأرض الشمالي بداية فصل الربيع مع زيادة ساعات النهار، وفي نصف الكرة الجنوبي تشهد تلك المناطق بداية فصل الخريف مع تزايد في عدد ساعات الليل.
يظهر تأثير الميل المحوري جليا في تغير طول النهار وسمت الرأس للشمس خلال الظهر (استقرار الشمس في كبد السماء) خلال سنة.زاوية الشمس القليلة خلال الشتاء تعني أن أشعة الشمس تنتشر على مساحات واسعة من الأرض، لذا فإن الضوء المستقبٓل غير مباشر أكثر وأقل شدة. وبين هذا التأثير وانحسار ساعات النهار، يعد الميلان المحوري للأرض سببا في أكثر التغيرات الموسمية في المناخ بكلا نصفي الكرة الأرضية.

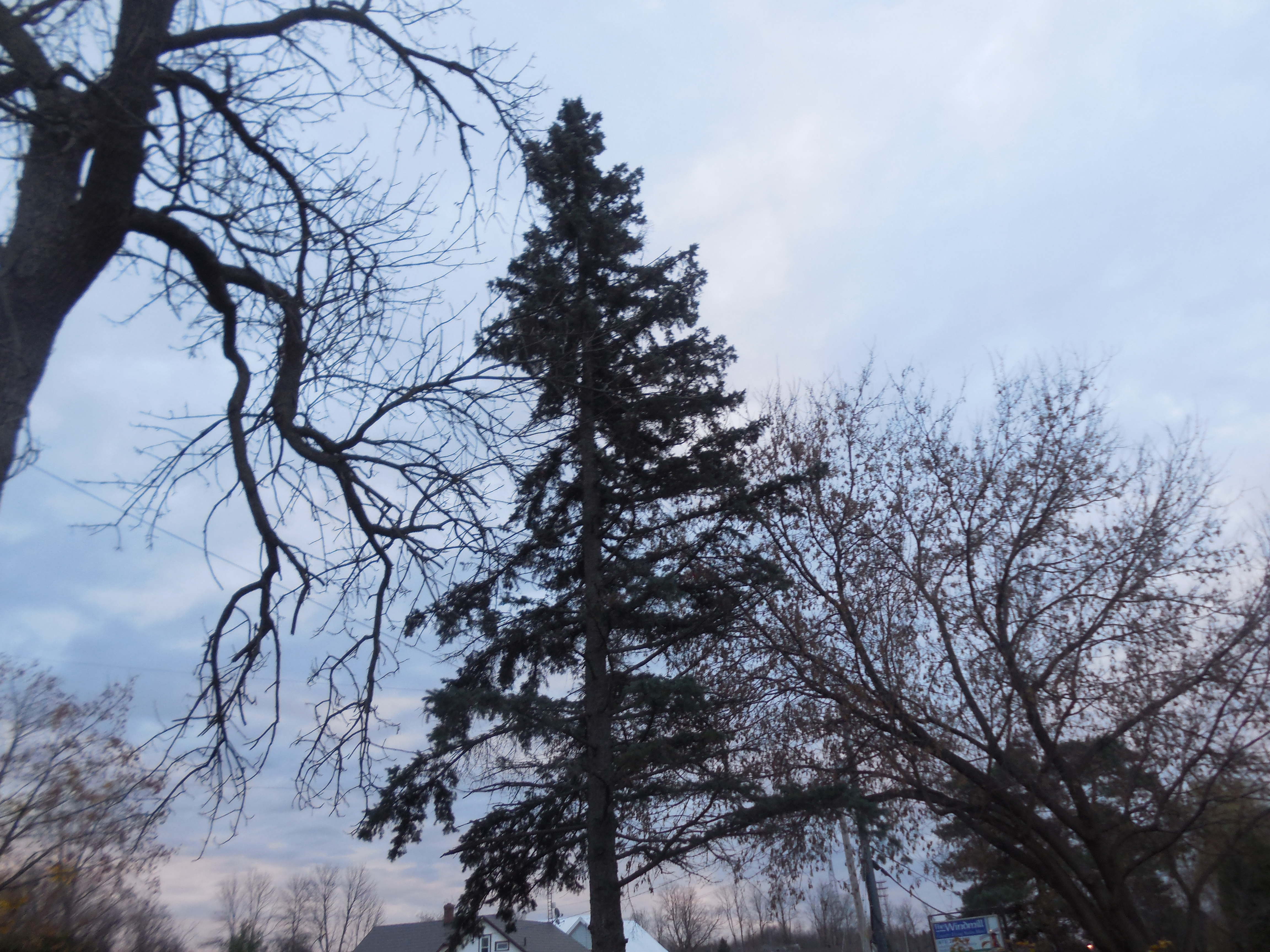
شجرة نفضية في الشتاء

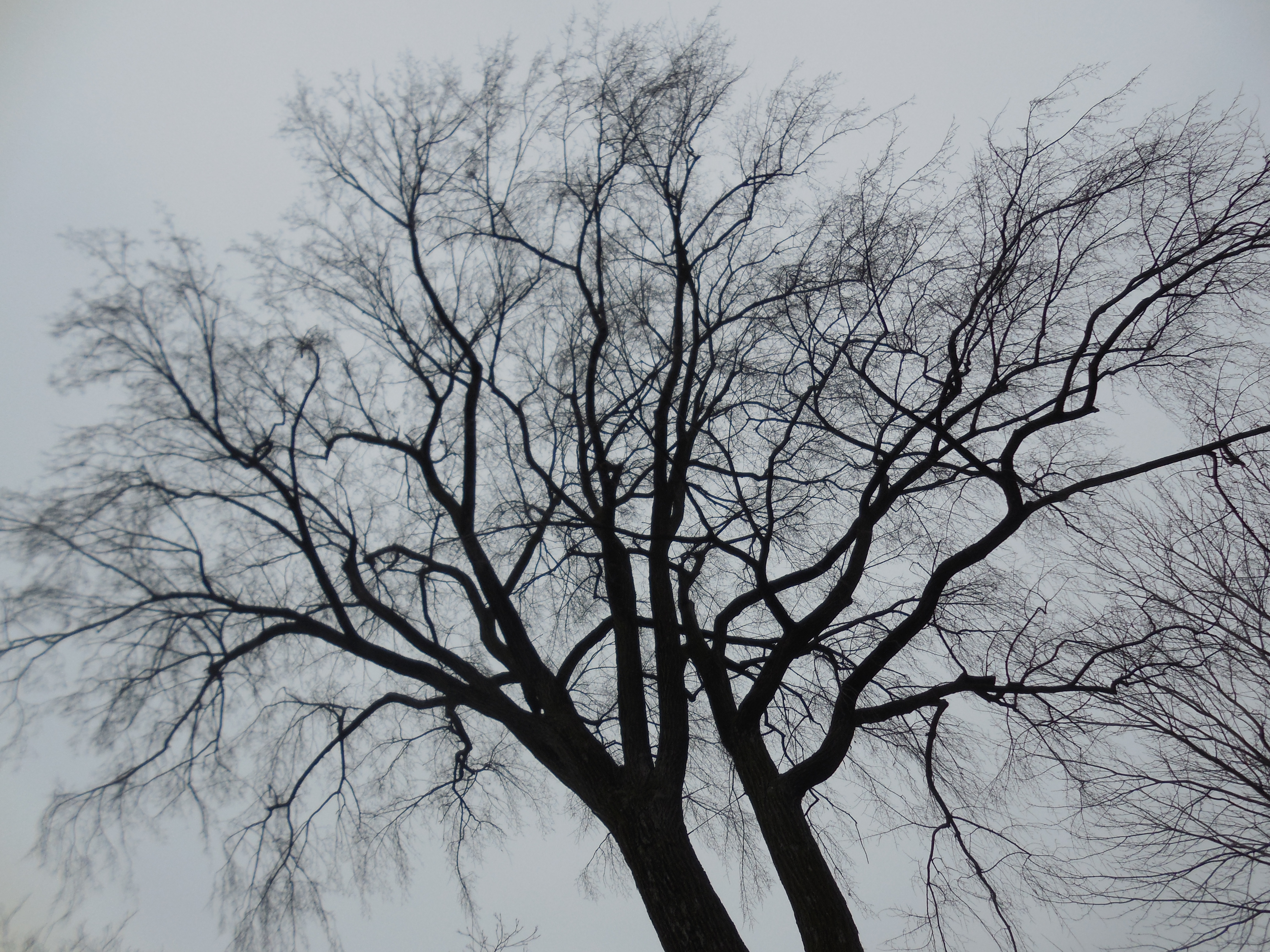
شجرة نفضية في الشتاء
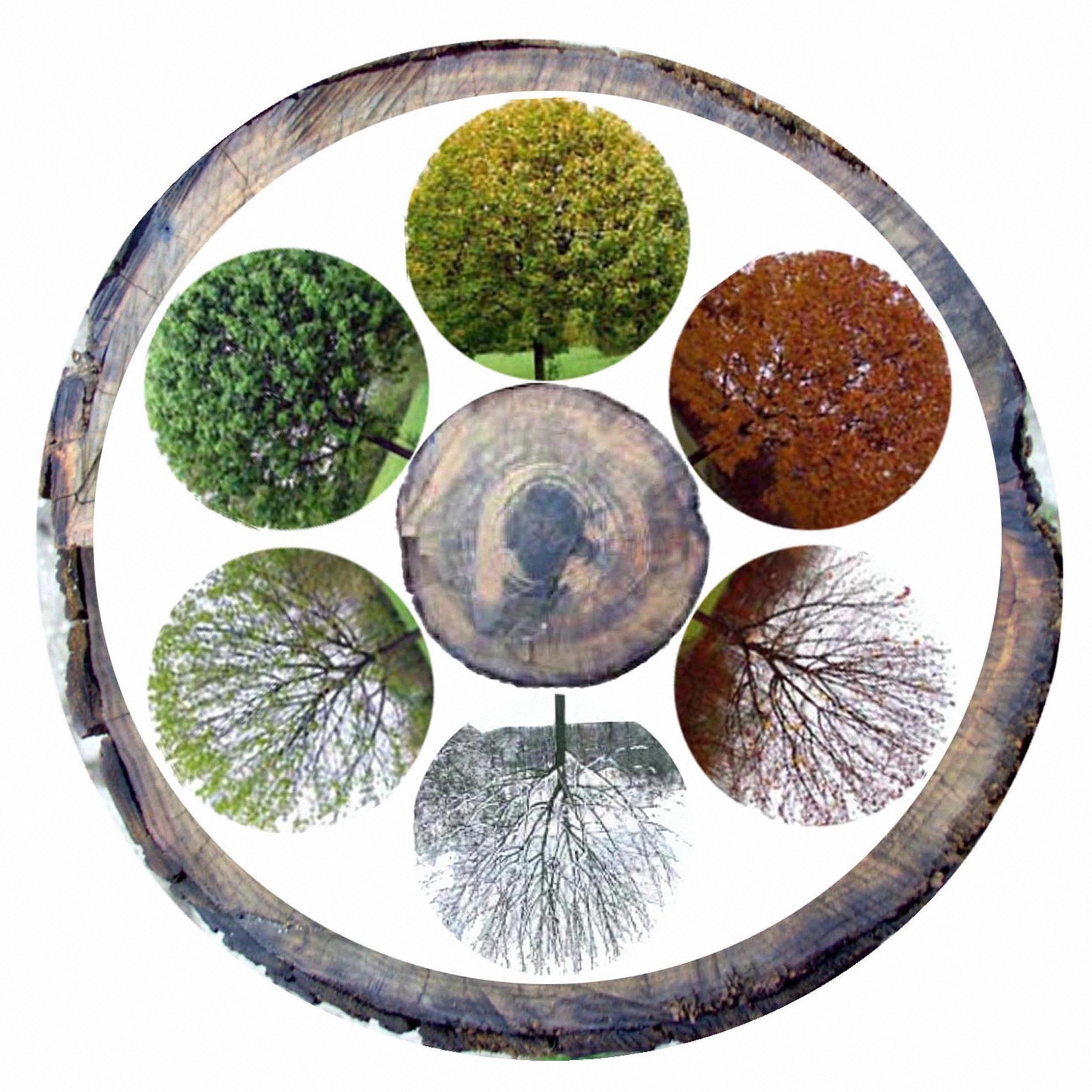
الفصول البيئية الستة
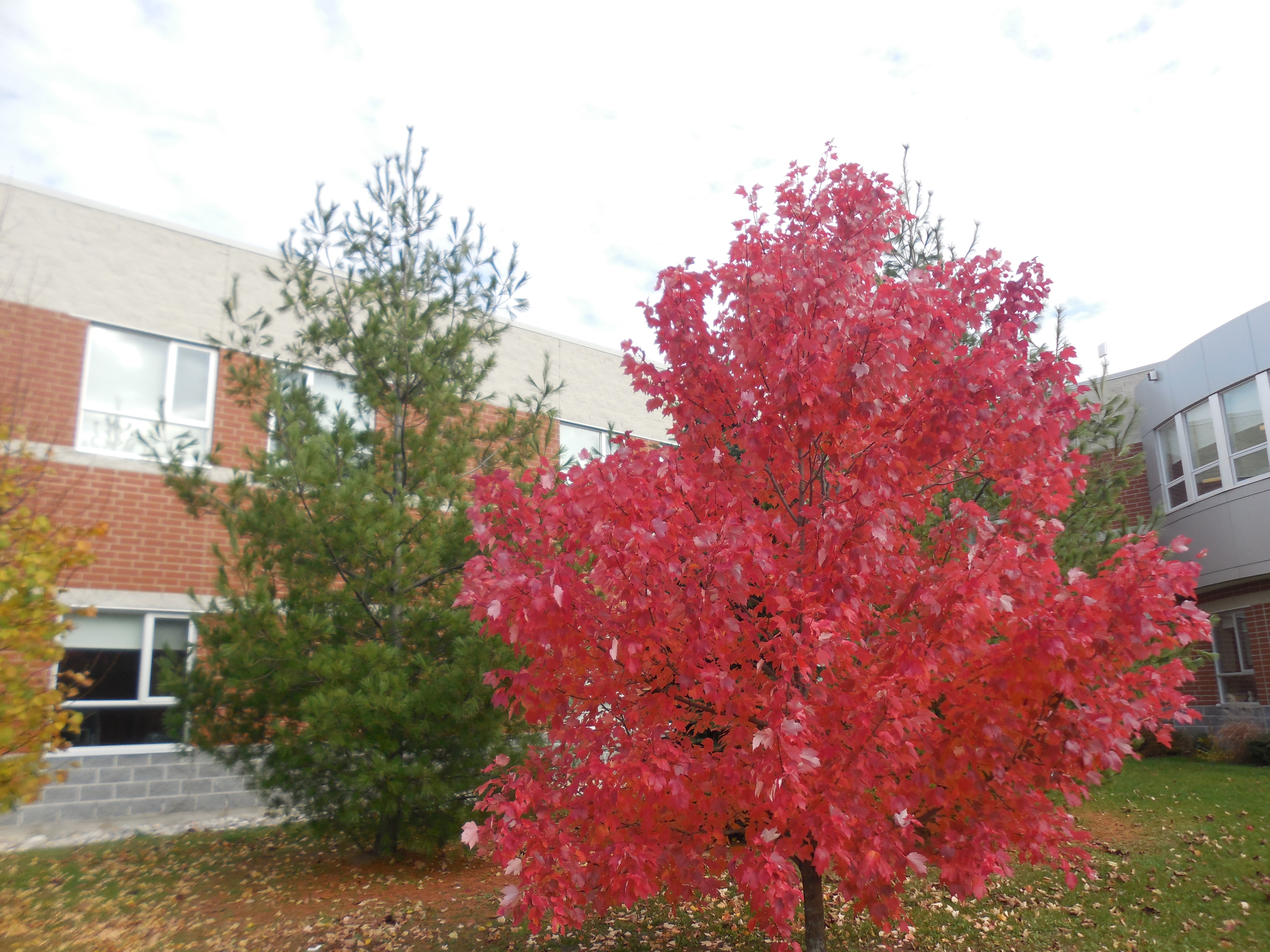
أشجار حمراء وخضراء في فصل الخريف

### المدار حول الشمس
مقارنة بالميل المحوري، هناك عوامل أخرى تساهم قليلا في التغير الحراري الموسمي. الفصول ليست نتيجة تغير المسافة بين الأرض والشمس، وذلك بسبب مدارها الإهليجي.
 في الحقيقة تصل الأرض الحضيض (أقرب نقطة إلى الشمس) في يناير، وتصل الأوج (أبعد نقطة عن الشمس) في يوليو، لذا فمشاركة الانحراف المداري يعكس الحرارة السائدة خلال الفصول في النصف الشمالي. على العموم، تأثير الانحراف المداري في الفصول على الأرض هو تغير 7% من نور الشمس المتلقى.

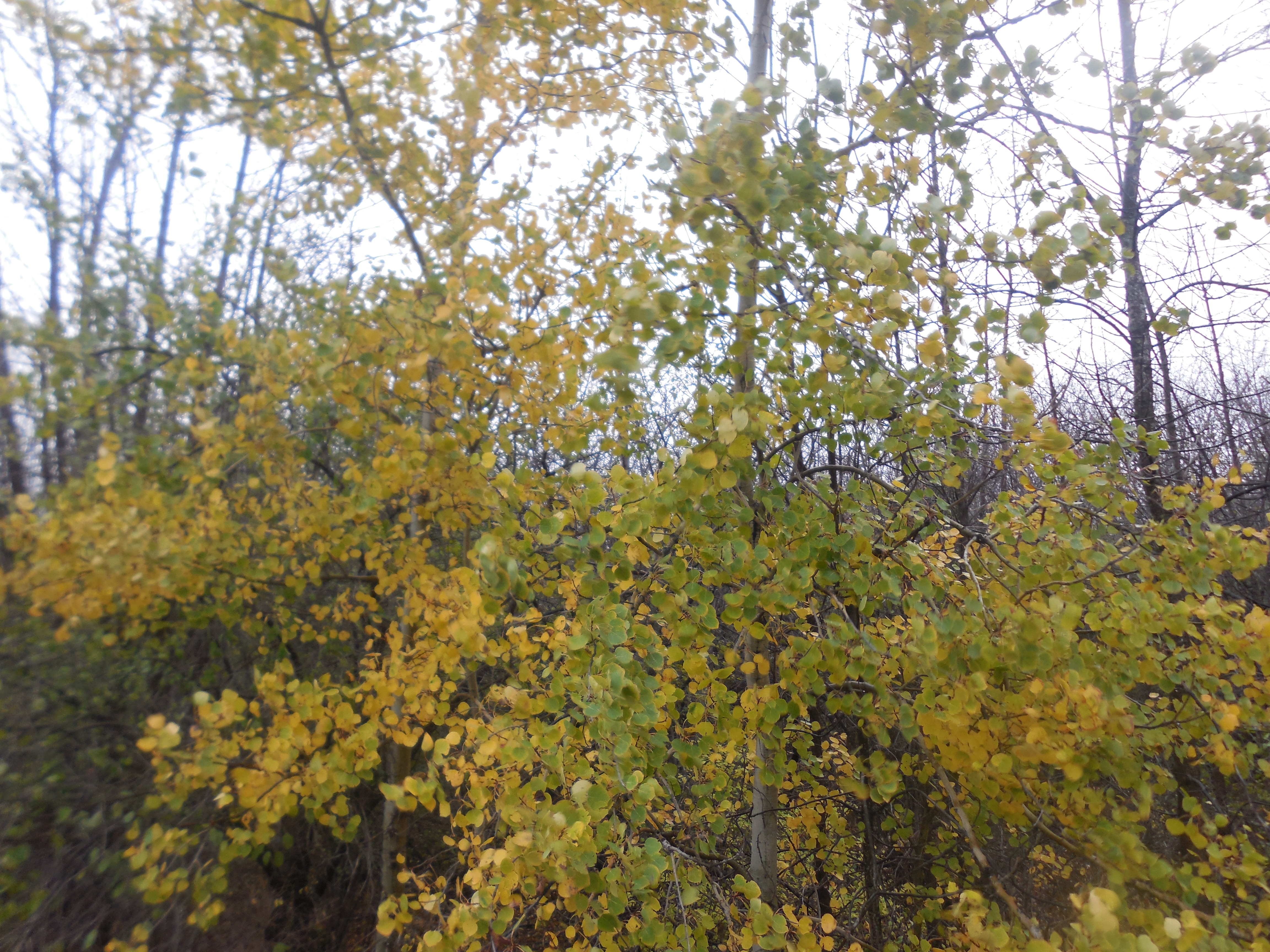
شجرة خلال صيف الانحراف المداري

يمكن للانحراف المداري أن يؤثر في الحرارة تأثيرا صغيرا؛ تظهر الأبحاث أن الأرض تصبح أدفئ عندما «تبتعد» عن الشمس، وهذا لأن النصف الشمالي به أراض أكثر من النصف الجنوبي، وأن الأرض تكون أدفئ مقارنة بالبحر. أي تأثير ملحوظ للشتاء والصيف نظرا لمدار الأرض البيضوي ينسب لكثرة الماء في النصف الجنوبي.

### البحر ونصف الأرض
تعتمد التغييرات الفصلية الموسمية على عوامل منها القرب من المحيطات أو المسطحات المائية الكبيرة الأخرى، التيارات المحيطية في هذه المحيطات، تذبذب الجنوب بظاهرة النينو ودورات المحيط الأخرى، والرياح السائدة.

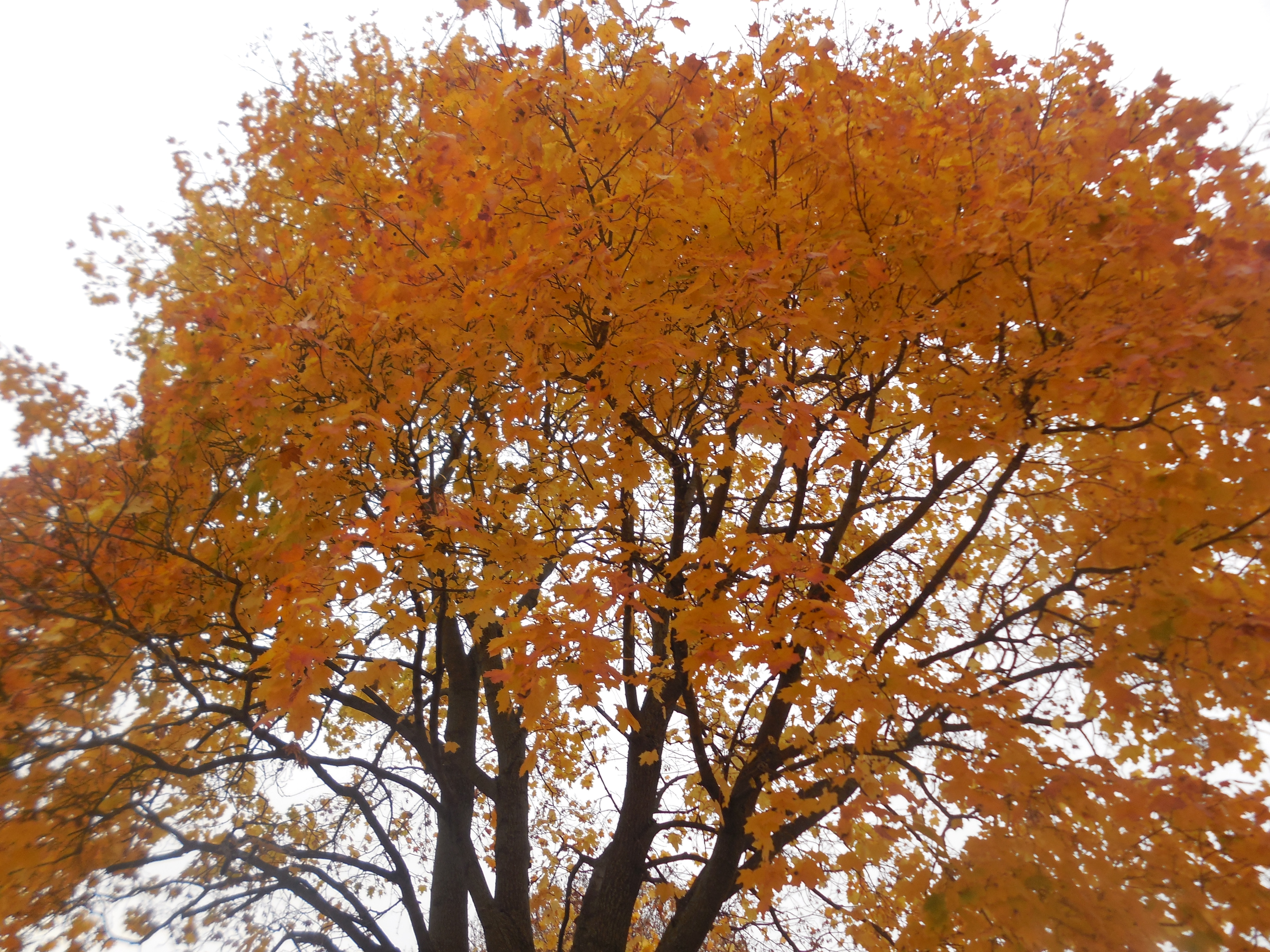
شجرة نفضية خلال فصل الخريف

في المناطق المعتدلة والقطبية، يلاحظ تغير الفصول من خلال تغير كمية ضوء الشمس، الذي يؤثر أيضاً في دورة النوم عند النباتات والسبات عند الحيوانات. وتختلف هذه التأثيرات مع اختلاف أحجام مسطحات المياه. على سبيل المثال، يوجد القطب الجنوبي في وسط القارة القطبية الجنوبية حيث توجد مسافة معتبرة عن تأثيرات المحيط الجنوبي. يقع القطب الشمالي في المحيط المتجمد الشمالي، حيث تدعم المياه هناك ارتفاع درجات الحرارة. النتيجة تتمحور في الآتي: الشتاء في القطب الجنوبي يكون أبرد من الشتاء في القطب الشمالي. دورة الفصول في النطاقات المعتدلة والقطبية متضاد فيما بينهما، عندما يكون الصيف في النصف الشمالي، يكون الشتاء في النصف الجنوبي، وهكذا دواليك.

### المدارين
في المناطق المدارية وشبه المدارية هناك تذبذب سنوي ضعيف لأشعة الشمس. وهناك تغيرات موسمية في حزام مطير منخفض الضغط يسمى نطاق التقارب بين المدارين. وكنتيجة لذلك يكون معدل الهطول متغيرا أكثر من معدل درجة الحرارة نفسه. عندما يكون نطاق التقارب شمال خط الاستواء، فإن المناطق المدارية تشهد موسما رطبا بينما تشهد المناطق في نصف الأرض الجنوبي موسما جافا. وينقلب هذا النمط حينما يتجه نطاق التقارب نحو جنوب خط الاستواء.

### التأخر الحراري في خطوط العرض الوسطى
في التعريف المناخي، الانقلاب الصيفي والانقلاب الشتوي (أو الإشعاع الشمسي الأقصى والأدنى على التوالي) لا يقع وسط الصيف أو الشتاء، بل إن المقاييس القصوى تتأجل حتى سبعة أسابيع قادمة بسبب التأخير الموسمي. ولذلك فإنه لا تعرف الفصول حسب التعريف المناخي.
تقع الاعتدالات والانقلابات وسط الفصول حسب التعريف الفلكي الذي تتحدد به الفصول بعدد ساعات النهار فقط. وبسبب التأخر الموسمي الناتج عن الامتصاص الحراري البحري، فإن المناطق ذات المناخ القاري التي تهيمن في نصف الكرة الشمالي تعتبر التواريخ الأربعة الشهيرة كبداية للفصول. طول هذه الفصول ليس موحداً بسبب مدار الأرض البيضوي وسرعاتها المتعددة المختلفة على طول هذا المدار.

## الرزنامة ذات الفصول الأربعة

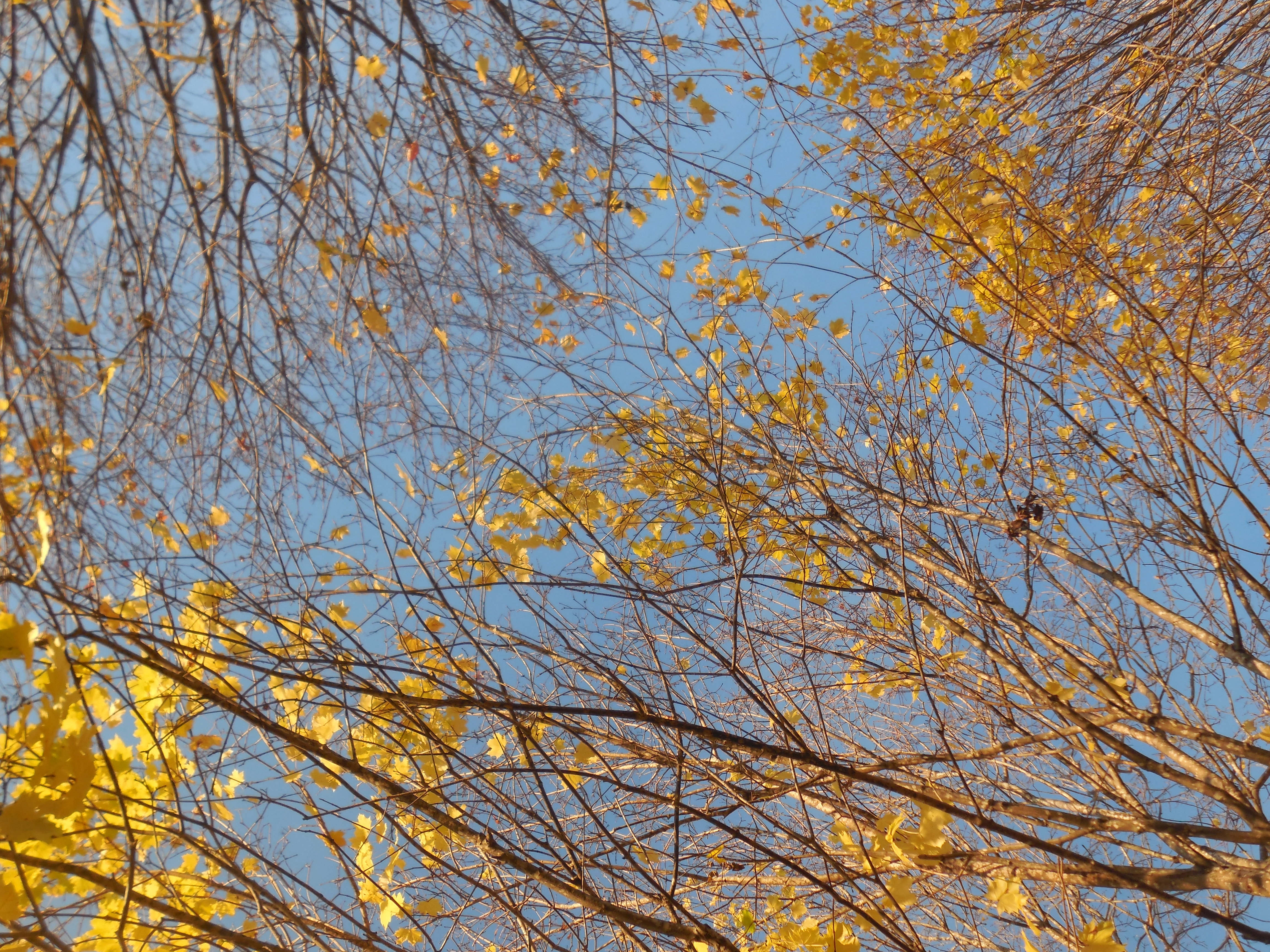
شجرة نفضية خلال فصل الخريف

إن التعريف المبني على تقويم الرزنامة مطلق أكثر من اعتماده على مفاهيم متغيرة. ولذلك، فلو شوهد نشاط الأزهار في الربع الأبرد من السنة في منطقة معينة، فإنه سيعتبر شتاء باعتماد الدمج التقليدي بين تفتح الأزهار وفصلي الربيع والصيف.
بالإضافة إلى ذلك يعتبر تغير الفصول في نفس التواريخ في أي مكان يستعمل تقويما مشتركا بغض النظر عن تغير المناخ من منطقة إلى أخرى. معظم الرزنامات تستعمل نظام أربعة فصول لتمييز الفصلين الأدفئ والأبرد، بينهما فصلين انتقاليين.

### مناخيا

تمثيل للاختلافات الموسمية على الأرض خصوصاً الغطاء الثلجي

تعرف الفصول المناخية بدرجة الحرارة، فصل الصيف الذي يكون أسخن ربع في السنة، وفصل الشتاء الذي يكون أبرد ربع في العام. في 1780، عرفّت شركة بالاتينا للأرصاد الجوية (بالإسبانية: Societas Meteorologica Palatina)‏ (منظمة عالمية مبكرة للأرصاد الجوية، حُلّت سنة 1795) الفصول كتجميع لثلاث شهور كاملة معرفة حسب التقويم الغريغوري. ومن ذلك الحين استعمل خبراء الأرصاد الجوية في العالم هذا التعريف. وعلى هذا المنوال، فإنه بالنسبة للنصف الشمالي يبدأ الربيع في 1 مارس، ثم يتبعه الصيف في 1 يونيو، بعد ذلك الخريف في 1 سبتمبر، ثم الشتاء في 1 ديسمبر.

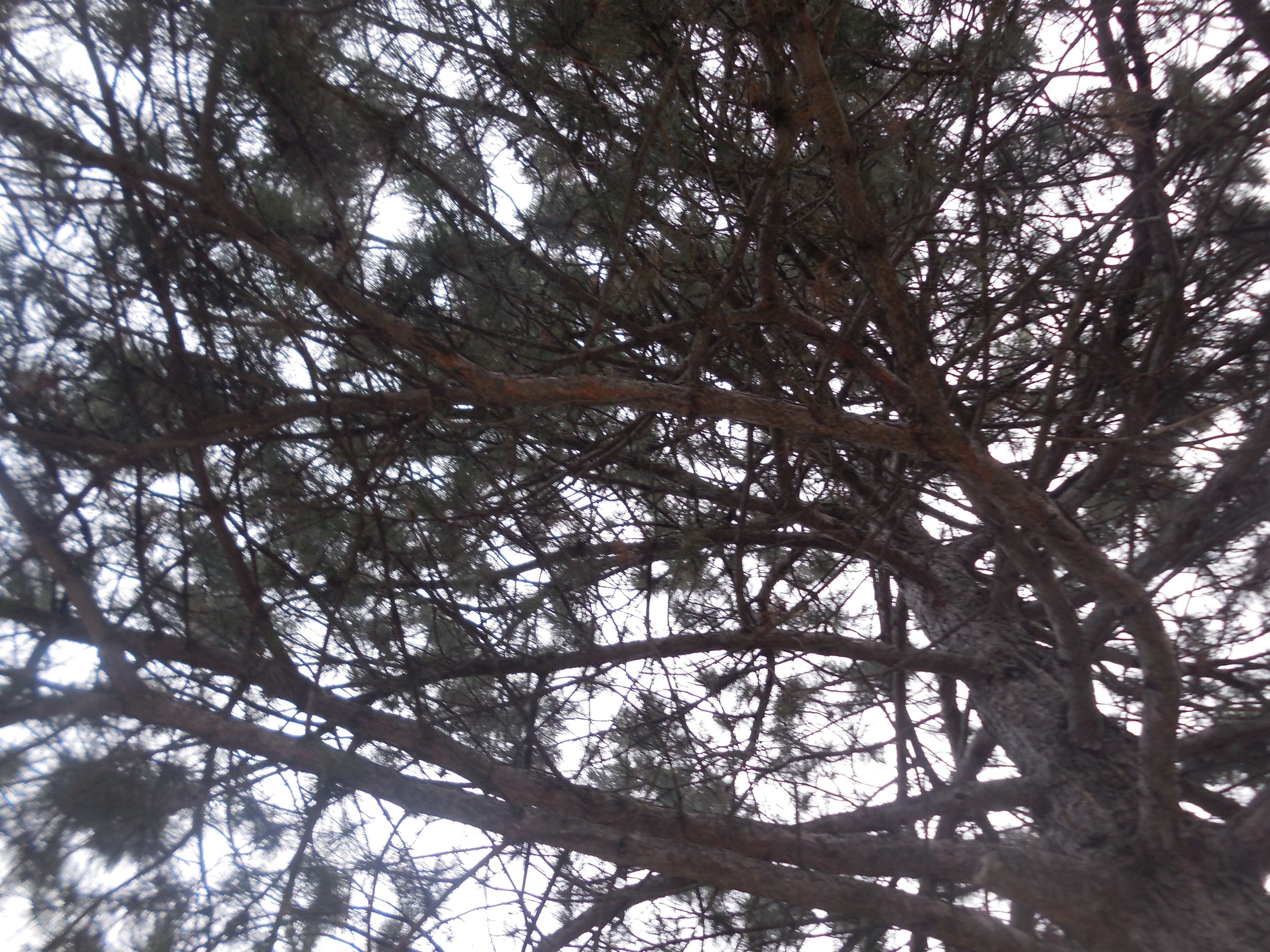
شجرة في فصل الصيف

في السويد وفنلندا، يستعمل علماء الأرصاد تعريفا غير مبني على التقويم، لكن مبني على درجة الحرارة. يبدأ فصل الربيع عندما ترتفع معدلات درجة الحرارة اليومية بشكل دائم عن 0° مئوية، ويبدأ الصيف عندما ترتفع الحرارة بشكل دائم عن 10° مئوية، وينتهي عندما تهبط بشكل دائم عن 10° مئوية، ويبدأ الشتاء عندما تهبط درجات الحرارة بشكل دائم عن 0° مئوية. ويقصد بـ«شكل دائم» هنا أن تتعدى أو تهبط درجات الحرارة عن الحد مدة سبعة أيام متتالية. وهذا ينتج عنه ملاحظتان أولاهما أن الفصول لا تبدأ في تواريخ محددة، لكن يجب تحديد هذه التواريخ عن طريق الملاحظة، أما ثانيهما أن الفصل يبدأ بتواريخ مختلفة في أنحاء مختلفة من البلد. في بريطانيا العظمى، تحدد بداية فصل الربيع عندما تتعدى درجات الحرارة القصوى خلال اليوم 10° مئوية، بعد عدة أيام متواصلة. وهذا يحدث غالبا في مارس، ولكن بسبب ظاهرة الاحترار العالمي فإن درجة الحرارة هذه ليست غير شائعة في الشتاء.
| درجة حرارة السطح | درجة حرارة السطح |
| ---------------- | ---------------- |
|                  |                  |

### فلكيا
| يوم وزمان (UT) اعتدالان وانقلابان على الأرض | يوم وزمان (UT) اعتدالان وانقلابان على الأرض | يوم وزمان (UT) اعتدالان وانقلابان على الأرض | يوم وزمان (UT) اعتدالان وانقلابان على الأرض | يوم وزمان (UT) اعتدالان وانقلابان على الأرض | يوم وزمان (UT) اعتدالان وانقلابان على الأرض | يوم وزمان (UT) اعتدالان وانقلابان على الأرض | يوم وزمان (UT) اعتدالان وانقلابان على الأرض | يوم وزمان (UT) اعتدالان وانقلابان على الأرض |
| زمان                                        | الاعتدال الربيعي                            | الاعتدال الربيعي                            | الانقلاب الصيفي                             | الانقلاب الصيفي                             | الاعتدال الخريفي                            | الاعتدال الخريفي                            | الانقلاب الشتوي                             | الانقلاب الشتوي                             |
| شهر                                         | مارس                                        | مارس                                        | يونيو                                       | يونيو                                       | سبتمبر                                      | سبتمبر                                      | ديسمبر                                      | ديسمبر                                      |
| سنة                                         |                                             |                                             |                                             |                                             |                                             |                                             |                                             |                                             |
| سنة                                         | يوم                                         | ساعة                                        | يوم                                         | ساعة                                        | يوم                                         | ساعة                                        | يوم                                         | ساعة                                        |
| ------------------------------------------- | ------------------------------------------- | ------------------------------------------- | ------------------------------------------- | ------------------------------------------- | ------------------------------------------- | ------------------------------------------- | ------------------------------------------- | ------------------------------------------- |
| 2017                                        | 20                                          | 10:28:38                                    | 21                                          | 04:24:09                                    | 22                                          | 20:02:48                                    | 21                                          | 16:28:57                                    |
| 2018                                        | 20                                          | 16:15:27                                    | 21                                          | 10:07:18                                    | 23                                          | 01:54:05                                    | 21                                          | 22:23:44                                    |
| 2019                                        | 20                                          | 21:58:25                                    | 21                                          | 15:54:14                                    | 23                                          | 07:50:10                                    | 22                                          | 04:19:25                                    |
| 2020                                        | 20                                          | 03:50:36                                    | 20                                          | 21:44:40                                    | 22                                          | 13:31:38                                    | 21                                          | 10:02:19                                    |
| 2021                                        | 20                                          | 09:37:27                                    | 21                                          | 03:32:08                                    | 22                                          | 19:21:03                                    | 21                                          | 15:59:16                                    |
| 2022                                        | 20                                          | 15:33:23                                    | 21                                          | 09:13:49                                    | 23                                          | 01:03:40                                    | 21                                          | 21:48:10                                    |
| 2023                                        | 20                                          | 21:24:24                                    | 21                                          | 14:57:47                                    | 23                                          | 06:49:56                                    | 22                                          | 03:27:19                                    |
| 2024                                        | 20                                          | 03:06:21                                    | 20                                          | 20:50:56                                    | 22                                          | 12:43:36                                    | 21                                          | 09:20:30                                    |
| 2025                                        | 20                                          | 09:01:25                                    | 21                                          | 02:42:11                                    | 22                                          | 18:19:16                                    | 21                                          | 15:03:01                                    |
| 2026                                        | 20                                          | 14:45:53                                    | 21                                          | 08:24:26                                    | 23                                          | 00:05:08                                    | 21                                          | 20:50:09                                    |
| 2027                                        | 20                                          | 20:24:36                                    | 21                                          | 14:10:45                                    | 23                                          | 06:01:38                                    | 22                                          | 02:42:04                                    |
|                                             | مارس                                        | مارس                                        | يونيو                                       | يونيو                                       | سبتمبر                                      | سبتمبر                                      | ديسمبر                                      | ديسمبر                                      |

إن التوقيت الفلكي كونه أساس تحديد الفصول في المناطق المعتدلة يعود على الأقل إلى التقويم اليولياني المعتمد عند الرومان القدامى. ويستمر استخدامه في عديد التقويمات الغريغورية حول العالم، بينما تفضل بعض الدول كأستراليا، نيوزيلندا وروسيا استعمال التعريف المناخي. تحدد الأزمنة الدقيقة لهذه الفصول بالمواقيت الدقيقة لعبور الشمس على مدار السرطان ومدار الجدي بالنسبة للانقلابان، وعبورها على خط الاستواء بالنسبة للاعتدالين، أو يتم اعتماد تأريخ تقليدي قريب لهذه المواقيت.
يبين الرسم التوضيحي التالي العلاقة بين خط الانقلاب وخط القبا للأرض بمدارها البيضوي (الذي مثل في الشكل بشكل مبالغ فيه لتوضيح الفرق) الذي يذهب عبر صور الأرض الستة الممثلة في الشكل كالأوج وحضيض لها.
| الحدث         | التاريخ           | المكان            |
| ------------- | ----------------- | ----------------- |
| الحضيض        | 2 إلى 5 يناير     | كل الأرض          |
| اعتدال مارس   | 19، 20 أو 21 مارس | نصف الكرة الشمالي |
| انقلاب يونيو  | 20 أو 21 يونيو    | نصف الأرض الشمالي |
| الأوج         | 4 إلى 7 يوليو     | كل الأرض          |
| اعتدال سبتمبر | 22 أو 23 سبتمبر   | نصف الأرض الشمالي |
| انقلاب ديسمبر | 21 أو 22 ديسمبر   | نصف الكرة الشمالي |

ملاحظة:المسافات مبالغ فيها ومرتجلة (قيم القياسات على الخريطة حقيقية)

هذه الفصول «الفلكية» ليست بطول متساوٍ، بسبب الطبيعة الإهليلجية (البيضوية) لمدار الأرض، كما اكتشفه يوهانز كيبلر. يدوم اعتدال مارس 92.75 يوماً، ثم 93.65 يوما حتى ينتهي انقلاب يونيو، 89.85 يوما يدومها اعتدال سبتمبر و88.99 يوما يبقى فيها انقلاب ديسمبر.

#### التغير بسبب عدم توافق التقويم
موعد الانقلابات والاعتدالات ليس ثابتا باعتماد التقويم الغريغوري الحديث، لكن يقع بداية هذه الفصول بتأخر ستة أيام في السنة، أو يوما واحدا في أربع سنوات. وهذا ما يجعل السنة الرابعة سنة كبيسة. صمم التقويم الغريغوري لجعل فصل الربيع دائما يبدأ في 21 مارس، توقعا وحدوثا.
الاعتدال التقويمي (المستخدم في حساب موعد عيد الفصح) هو 21 مارس، نفس التاريخ الذي احتفل فيه به في زمن مجمع نيقية سنة 325. حاليا، التواريخ الشائعة للاعتدالات والانقلابات هي 20 مارس، 21 يونيو، 22 أو 23 سبتمبر و21 ديسمبر؛ وتتراجع هذه التواريخ بتقدم القرن. ويحدث هذا التراجع بمعدل يوم واحد كل 128 سنة (ويرجع ذلك إلى قاعدة اليوم الواحد المضاف في «السنة الكبيسة» بالتقويم الغريغوري)، وبما أن سنة 2000 كانت سنة كبيسة فإن التراجع بدأ منذ بدايات القرن العشرين حيث كان حلول الفصول متأخرا عما عليه اليوم. وهذا يعني أنه في بضع سنوات القرن الماضي كانت تواريخ حلول الفصول 21 مارس، 22 يونيو، 23 سبتمبر و22 ديسمبر أكثر شيوعا، كما توردها الكتب التعليمية والمدرسية القديمة (ويمكن للكبار في السن تذكر هذه التواريخ).
يذكر أن المواقيت حسب التوقيت العالمي الموحد (بمعنى أوضح توقيت غرينتش، بدون اعتماد التوقيت الصيفي البريطاني). من ناحية، فالسكان في أقصى الشرق (آسيا وأستراليا) حيث يتقدم التوقيت بساعات كثيرة، يلاحظون بداية الفصول الفلكية بتأخير، مثلما حدث في تونغا (UTC+13) حيث بدأ اعتدال سبتمبر في 24 سبتمبر 1999، تاريخ لن يتكرر حتى عام 2103.
ومن ناحية أخرى، السكان في أقصى الغرب (أمريكا) حيث التوقيت متأخر عن توقيت غرينتش يشهدون بداية اعتدال مارس في اليوم التاسع عشر منه.

#### التغير عبر الزمن
عبر عشرات آلاف من السنين، يتغير محور الأرض والانحراف المداري (انظر دورات ميلانكوفيتش). تتحرك الاعتدالات والانقلابات نحو الغرب نسبة للنجوم بينما يتحرك الأوج والحضيض ناحية الشرق. لذلك، بعد 10,000 سنة، سيقع الشتاء الشمالي في الأوج والصيف الشمالي في الحضيض. ستتغير عبر الزمن أيضاً شدة التغيرات الموسمية -معدل فرق الحرارة بين الصيف والشتاء حسب المنطقة- بسبب تغير ميلان المحور الأرضي بين 21.8 و23.44 درجة. تحدث بعض التعديلات الصغيرة عبر الزمن بتدخل القمر وكواكب أخرى.

### فصول أسترالاسية
في أسترالاسيا، تطبق التعريفات التقليدية للفصول في المنطقة المعتدلة على كل أرجاء نيوزيلندا، نيوساوث ويلز، فيكتوريا، تاسمانيا، الركن الجنوبي الشرقي من جنوب أستراليا والجنوب الغربي لغرب أستراليا وجنوب شرق كوينزلاند ومناطق جنوب بريسبان.
| الفصول الأسترالاسية | الفصول الأسترالاسية | الفصول الأسترالاسية |
| الفصل               | تاريخ البداية       | تاريخ النهاية       |
| ------------------- | ------------------- | ------------------- |
| فصل الصيف           | 1 ديسمبر            | 28 فبراير           |
| فصل الخريف          | 1 مارس              | 31 ماي              |
| فصل الشتاء          | 1 يونيو             | 31 أغسطس            |
| فصل الربيع          | 1 سبتمبر            | 30 نوفمبر           |

في المناطق المدارية في أستراليا شمال كوينزلاند، أستراليا الغربية والمقاطعة الشمالية، يلاحظ وجود فصلين: موسم رطب وموسم جاف

## الرزنامة ذات الفصول الستة
تستعمل بعض الرزنامات في جنوب آسيا نظام ستة فصول حيث يتنوع عدد الفصول بين الصيف والشتاء من واحد إلى ثلاثة. في التقويم الهندي للهند المدارية وشبه المدارية، هناك ستة فصول (بالبنغالية: ঋতু ريتو) لديها تواريخ محددة. وهذه الفصول موزعة لشهرين من الشهور الإثنا عشر لكل فصل.
| الفصل الهندي   | البداية      | النهاية      | الشهور الهندية     | توافق للفصول الأربعة |
| -------------- | ------------ | ------------ | ------------------ | -------------------- |
| فاسانتا (بسنت) | منتصف مارس   | منتصف مايو   | شايترا، فايشاخا    | الربيع               |
| غريشما         | منتصف مايو   | منتصف يوليو  | جييشثا، أشاذا      | الصيف                |
| فارشا          | منتصف يوليو  | منتصف سبتمبر | شرافانا، بادرابادا | الموسم               |
| شاراد          | منتصف سبتمبر | منتصف نوفمبر | أشوين، كارتيكا     | الخريف               |
| هيمانتا        | منتصف نوفمبر | منتصف يناير  | مارغاشيرشا، بوشا   | بداية الشتاء         |
| شيرشيرا        | منتصف يناير  | منتصف مارس   | ماغا، فالغونا      | أواخر الشتاء         |

التقويم البنغالي شبيه بالتقويم الهندي ولكن يختلف في وقتي البداية والنهاية. وبه الفصول التالية:
| الفصل البنغالي      | البداية      | النهاية      | الشهور البنغالية   | التوافق مع الفصول الأربعة |
| ------------------- | ------------ | ------------ | ------------------ | ------------------------- |
| بوسونتو বসন্ত (بسنت) | منتصف فبراير | منتصف أبريل  | فالغون، شويترو     | الربيع                    |
| غريشمو (গ্রীষ্ম)       | منتصف أبريل  | منتصف يونيو  | بويشاخ، جويشتو     | الصيف                     |
| بورشا (বর্ষা)         | منتصف يونيو  | منتصف أغسطس  | أشاره، سرابون      | الموسم                    |
| شوروت (শরৎ)         | منتصف أغسطس  | منتصف أكتوبر | بادرو، أشوين       | الخريف                    |
| هيمونتو (হেমন্ত)      | منتصف أكتوبر | منتصف ديسمبر | كارتيك، أوغروهايون | الخريف المتأخر            |
| سيت (শীত)            | منتصف ديسمبر | منتصف فبراير | بوش، ماغ           | الشتاء                    |

يتبع تقويم التاميل نفس النمط من الفصول الستة:
| الفصل التاميلي       | الشهور الغريغورية       | الشهور التاميلية  |
| -------------------- | ----------------------- | ----------------- |
| إلافينيل (الربيع)    | 15 أبريل إلى 14 يونيو   | شيثيراي - فايكاسي |
| موتوفينيل (الصيف)    | 15 يونيو إلى 14 أغسطس   | آني - آدي         |
| كار (الموسم)         | 15 أغسطس إلى 14 أكتوبر  | أفاني - بوراتاسي  |
| كولير (الخريف)       | 15 أكتوبر إلى 14 ديسمبر | آيباسي - كارثيكاي |
| مونباني (الشتاء)     | 15 ديسمبر إلى 14 فبراير | مرغازي - تاي      |
| بينباني (قبل الربيع) | 15 فبراير إلى 14 أبريل  | ماسي - بانغوني    |

## شمس منتصف الليل والليل القطبي
يوجد بكل نقطة شمال الدائرة القطبية الشمالية أو جنوب الدائرة القطبية الجنوبية فترة في الصيف لا تغيب الشمس فيها، وفترة في الشتاء لا تشرق فيها الشمس. في مناطق خطوط العرض العليا (خط عرض 70° شمالا فأعلى أو جنوبا فأسفل) يزيد طول فترات شمس منتصف الليل والليل القطبي بشكل كبير.

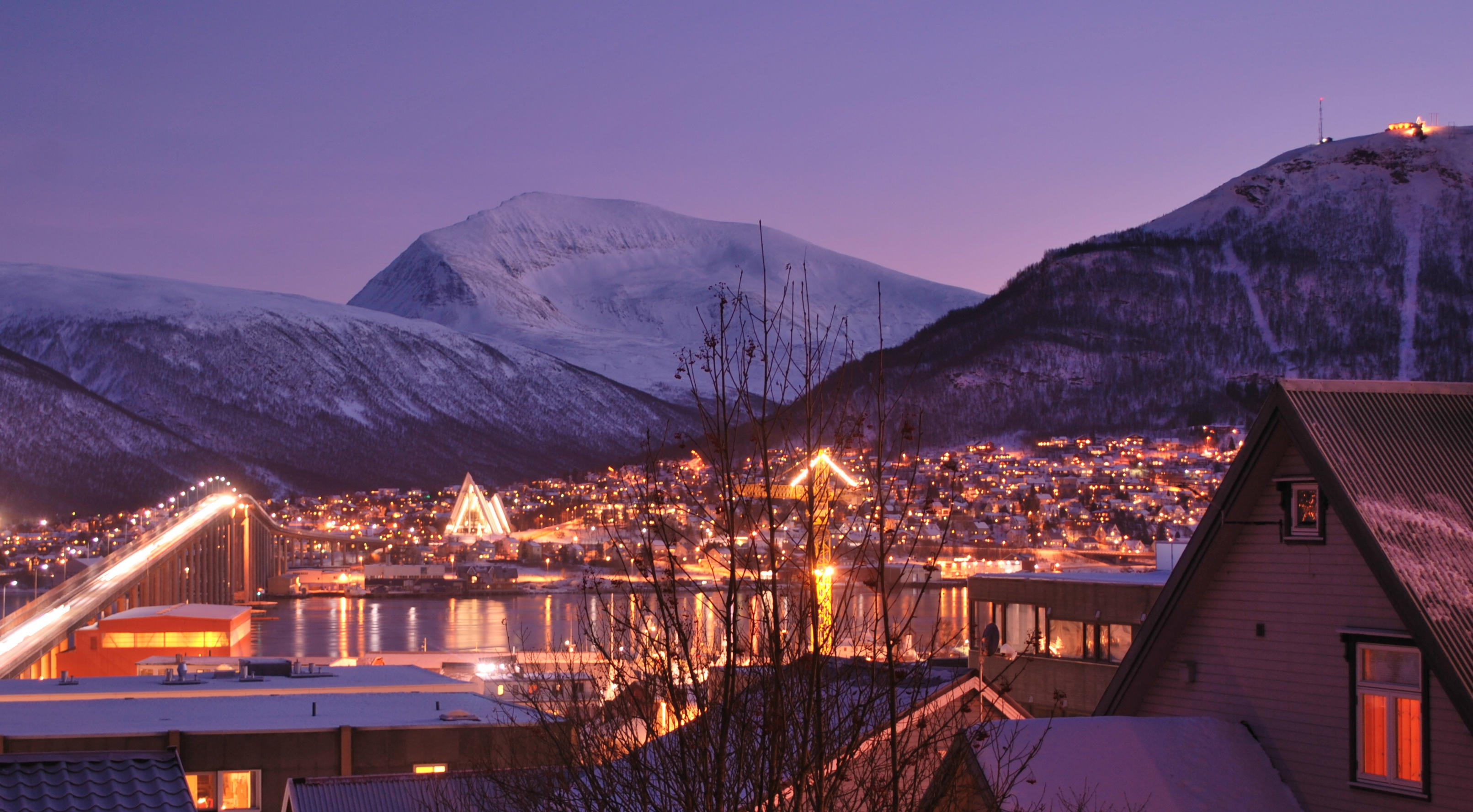
الليل القطبي بعد الظهر في ترومسو، النرويج

فعلى سبيل المثال، في المحطة المناخية والعسكرية لأليرت بنونافوت المتموقعة في 82°30′05″ش و62°20′20″غ على الطرف الشمالي لجزيرة إليسمير بكندا (حوالي 450 ميل بحري أو 830 كيلومتر عن القطب الشمالي)، تظهر الشمس فوق خط الأفق لدقائق في اليوم مع نهاية شهر فبراير وتصعد كل يوم أعلى وأعلى حتى 21 مارس حيث تدوم أشعة الشمس 12 ساعة. ومنذ 6 أبريل في الساعة 05:22 حسب التوقيت العالمي الموحد وإلى 6 سبتمبر على الساعة 03:35 توقيت عالمي منسق تبقى الشمس فوق خط الأفق ولا تغيب أبداً. ومع وصول 13 أكتوبر تبقى الشمس لساعة ونصف في اليوم، أما في اليوم التالي (14 أكتوبر) فلا تشرق الشمس أبدا حتى يوم 27 فبراير.
يأتي الضوء الأول في أواخر يناير بسبب الشفق الذي يتشكل في الأفق مع بداية تزايد ساعات النهار كل يوم، ولأكثر من شهر قبل أن يظهر قرص الشمس فوق الأفق. وفي الفترة من منتصف نوفمبر إلى منتصف يناير، لا يوجد شفق في السماء.

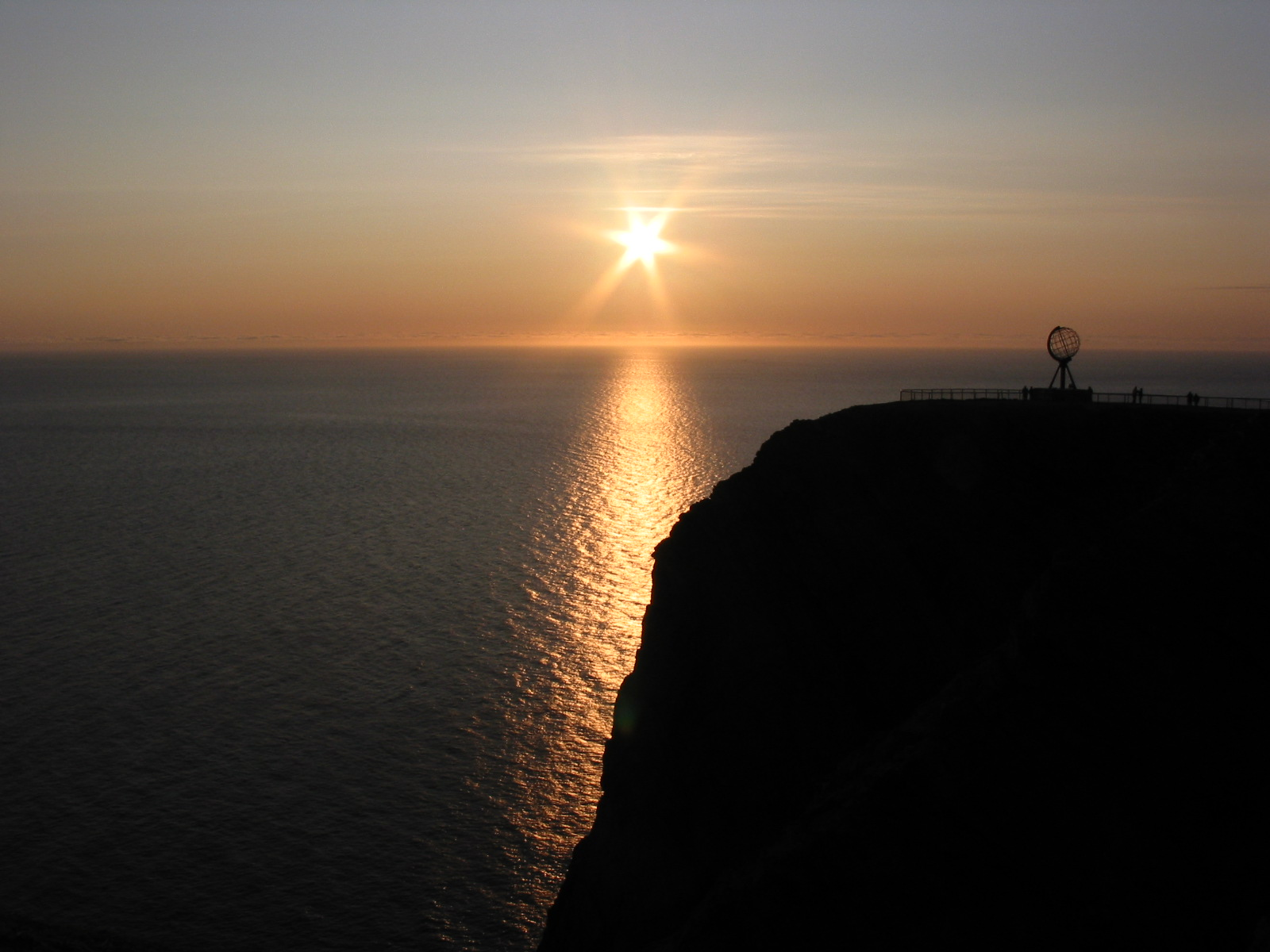
شمس منتصف الليل في رأس الشمال في جزيرة ماجيراوي بالنرويج

في الأسابيع المحيطة ب21 يونيو وذلك في المناطق القطبية الشمالية، تكون الشمس في أقصى ارتفاعاتها، وتظهر كأنها تدور في السماء دون الهبوط تحت خط الأفق. ومن ناحية أخرى فإنها تغوص تحت الأفق كل يوم حوالي منتصف أكتوبر، حيث تختفي حتى تعود في فبراير الموالي. ولأسابيع أخرى يتميز «النهار» بوجود فترات الشفق. ومن منتصف نوفمبر إلى منتصف يناير، لا يوجد شفق بل عشرات الأيام من الظلام الحالك المستمر. في منتصف يناير تبدأ بوادر الشفق في الظهور مجدداً (مجرد دقائق معدودات من اليوم)، ثم تطول مدته مع تقدم الأيام ويزداد ضياءه كل يوم حتى شروق الشمس نهاية فبراير، ثم في 6 أبريل تبقى الشمس فوق الأفق حتى منتصف أكتوبر مع بروز ظاهرة شمس منتصف الليل.

## تعريف غير مبني على التقويم
إيكولوجياً، نتحدث عن فصل باعتباره فترة من السنة حيث تقع أحداث نباتية وحيوانية (مثال: تفتح الزهور في الربيع، سبات القنافذ في الشتاء). إذاً، لو كان يمكن مشاهدة تغيير يومي في الأحداث سواء كانت نباتية أو حيوانية، فإن الفصل يتغير إلى فصل آخر. وبهذا المعنى يتم تعريف الفصول الإيكولوجية بتعاريف مطلقة، عكس طرق اعتماد التقويم حيث الفصول نسبية. إذا كانت هناك أحوال مترافقة مع فصل إيكولوجي معين لا تحدث عادة في منطقة محددة، فإنه لا يقال أن تلك المنطقة تختبر ذلك الفصل بأساس عادي.

### الفصول البيئية الحديثة للعروض الوسطى
يمكن ملاحظة ستة فصول لا تعتمد على تواريخ ذات أساس تقويمي مثل الفصول المناخية والفلكية. في المناطق المحيطية المعتدلة يحدث بداية الفصل الشتوي حتى شهر بعد بدايته في مناطق المناخ القاري، بينما يبدأ الفصل ما قبل الربيعي والربيعي شهراً متقدما في المناطق الساحلية. على سبيل المثال، يبدأ نمو وتكاثر الزعفران مبكرا في فبراير بالمناطق الساحلية المعتدلة في كولومبيا البريطانية، الجزر البريطانية وغربي وجنوبي أوروبا. تتغير التواريخ الحالية لكل فصل حسب مناخ المنطقة ويمكنه التغير من عام إلى آخر. التواريخ المتوسطة في اللائحة هنا هي للمناطق المعتدلة في نصف الكرة الشمالي.
- ما قبل الربيع: ببدأ في فبراير أو أواخر يناير. تبدأ الأشجار النفضية في إظهار أوراقها، وتهاجر الطيور من مساكن الشتاء نحو مساكن الصيف.
- الربيع: يبدأ في شهر مارس. تتحول أغصان الأشجار وتظهر الأوراق عليها. تبني الطيور أعشاشها وتبدأ التكاثر والحضانة.
- الصيف الأول: يبدأ في يونيو. تكتمل أوراق الشجر ويفقس بيض الطيور التي يبدأ تربيتها.
- الصيف المتأخر: يبدأ في أواسط إلى أواخر أغسطس. تتغير ألوان أوراق الأشجار النفضية. تبلغ الطيور الشابة مرحلة البلوغ وتنضم للطيور البالغة أثناء التحضير لهجرة الخريف. يبدأ موسم الحصاد التقليدي.
- الخريف: يبدأ عموماً في وسط أو أواخر سبتمبر. يتغير لون أوراق الأشجار إلى اللون البني وتسقط على الأرض. تهاجر الطيور عائدة إلى مساكن الشتاء.
- الشتاء: يبدأ في نوفمبر أو ديسمبر. تكون الأشجار النفضية عارية وتبدأ الأوراق المتساقطة سابقا في التحلل. تستقر الطيور المهاجرة في مساكن الشتاء.

### الفصول البيئية المدارية
في المدارين، حيث تختلف مواعد الفصول أيضاً، يكون شائعاً جداً الحديث عن موسم رطب وموسم جاف. مثلاً في نيكاراجوا يسمى الموسم الجاف (من نوفمبر إلى أبريل) «صيفاً» والموسم المطير (من مايو إلى أكتوبر) «شتاء»، حتى لو كانت هذه الأرض في نصف الأرض الشمالي حيث من المفترض وقوع عكس التواريخ بالنسبة للفصول. في بعض المناطق المدارية يستعمل تقسيم السنة إلى ثلاثة فصول: حار، مطير، معتدل. ليس هناك تغيير ملحوظ في كمية ضوء الشمس عند القياس في فترات مختلفة من السنة.
يعتمد اختلاف النشاط النباتي والحيواني أكثر على فترات الرطوبة/الجفاف منه عن تغيرات درجات الحرارة الموسمية، مع إزهار العديد من النباتات في أوقات قبل، أثناء أو بعد الموسم المطير. أيضاً، تتميز منطقة المدارين ب«فصول مصغرة» داخل الفصول الكبيرة.